# Cleghornia
Cleghornia é um género botânico pertencente à família Apocynaceae.